# 고마가와촌
고마가와촌(高麗川村)은 사이타마현 이루마군에 존재했던 촌이다. 

## 역사
- 1889년 4월 1일 - 정촌제 시행에 의해 고마군 고마가와촌이 성립하였다.
- 1896년 4월 1일 - 이루마군에 소속되었다.
- 1955년 2월 11일 - 고마촌과 신설합병해 히다카정이 되어 동일 고마가와촌은 폐지되었다.

## 교통

### 철도
- 일본국유철도
  - 하치코선 ・가와고에선